# Günther Podola
Günther Fritz Erwin Podola (* 8. Februar 1929 in Berlin-Tempelhof; † 5. November 1959 in London) war ein deutscher Krimineller, der in Großbritannien hingerichtet wurde. Sein Prozess wegen Mordes an einem Polizisten wurde damals kontrovers diskutiert.

## Leben
Podola wurde in Berlin-Tempelhof geboren und wuchs auf in der Umgebung des Alexanderplatzes. Sein Vater starb während des Ostfeldzuges in der Sowjetunion, seine Mutter starb 1955, als er im Ausland war. Günther Podola soll ein begeisterter Anhänger der Hitlerjugend gewesen sein. Für eine Kriegsteilnahme war er allerdings noch zu jung.
Podola sprach im Juni 1952 im Allied Travel Office vor und bewarb sich um ein Visum für Kanada. Bereits am 14. August 1952 kam er in Kanada an, wo er bis 1956 als Landarbeiter, Automechaniker, Lagerarbeiter und Spediteur arbeitete. Am 1. März 1957 wurde er zu zehn Tagen Haft verurteilt wegen eines Einbruchs in Montreal. Nachdem man ihm weitere Einbrüche und Diebstähle nachweisen konnte, wurde er am 26. März 1957 zu zwei Jahren Gefängnis verurteilt. Am 25. Juli 1958 wurde Podola freigelassen und in die Bundesrepublik Deutschland abgeschoben, wo er sich in Gerlingen und Stuttgart als ungelernter Arbeiter betätigte.
Am 21. Mai 1959 flog er von Düsseldorf aus nach London. Kurze Zeit lebte er ohne Arbeit in verschiedenen Hotels von mitgebrachtem Geld. Dann brach er in das Haus eines amerikanischen Modells ein und stahl Schmuck und Pelze im Wert von 2000 £. Er versuchte, sie zu erpressen und forderte 500 £ für die Rückgabe der Sachen. Sie hatte jedoch die Polizei auch über den Erpressungsversuch informiert und bei einem erneuten Anruf von Podola wurde sein Standort über eine Fangschaltung ermittelt. So wurde er am 12. Juli 1959 noch in der Telefonzelle festgenommen. Als er zum Polizeiwagen gebracht werden sollte, konnte er entkommen, wurde jedoch im Eingangsbereich eines Wohnhauses (105 Onslow Square) gestellt. Dort wurde er von einem Polizisten, Detective Sergeant Purdy, bewacht, während der zweite Polizist Verstärkung holen wollte. Podola war bis dahin offensichtlich noch nicht durchsucht worden. Als der Polizist einen Moment unaufmerksam war, zog Podola eine Pistolet Vis wz. 35 und schoss dem Polizisten in die Brust. Dieser war sofort tot und Podola konnte erneut entkommen.
Am 16. Juli 1959 wurde er in einem Hotel in Kensington aufgespürt. Als die Polizei in das Zimmer eindrang, gab es ein Handgemenge und er erhielt einen starken Schlag auf den Kopf und ein blaues Auge. Er wurde kurz ohnmächtig und deswegen später auch im Krankenhaus behandelt. Die Pistole trug er zu diesem Zeitpunkt nicht bei sich, sie wurde später auf dem Dachboden des Hotels gefunden.

## Prozess
Nur zwei Tage später, am 18. Juli 1959 wurde das Verfahren gegen ihn mit einer Anhörung vor dem Central Criminal Court eröffnet. Die Verteidigung versuchte zunächst darzulegen, dass er gesundheitlich nicht in der Lage sei, dem Prozess zu folgen. Podola gab auch an, seit dem Schlag auf den Kopf an Gedächtnisstörungen zu leiden. Nach einer Beratung von 3,5 Stunden entschieden die Geschworenen, dass sein Gedächtnisverlust nur vorgetäuscht sei.
Schon am nächsten Tag, dem 19. Juli 1959 begann die eigentliche Hauptverhandlung mit anderen Geschworenen. Sein Anwalt trug erneut vor, dass wegen des Gesundheitszustandes und der kurzen Zeit keine ausführliche Beratung mit seinem Mandanten möglich gewesen sei. Deshalb versuchte der Anwalt, die von der Staatsanwaltschaft vorgelegten Beweise zu bestreiten und behauptete, die Pistole sei versehentlich losgegangen, als er sie dem Polizisten übergeben wollte. Diese These wurde jedoch von einem Forensiker widerlegt. Am selben Tag und nach einer Beratungszeit von nur 35 Minuten befand ihn die Jury für schuldig des Mordes an einem Polizeioffizier. Das Todesurteil wurde sogleich verkündet.
Auf Anraten seines Verteidigers focht Podola das Urteil nicht an, sondern stellte direkt ein Gnadengesuch an die Königin. Jedoch wurde das Urteil von Innenminister Rab Butler dem Berufungsgericht (Court of Criminal Appeal) vorgelegt, wo geprüft werden sollte, ob der Verurteilte ein faires Verfahren hatte. Es wurde eine Kommission aus drei Ärzten eingesetzt, die Podola begutachtete. Sie kamen zu dem Ergebnis, dass seine Amnesie nur vorgetäuscht war. Am 20. Oktober 1959 wurde der Überprüfungsantrag des Innenministers zurückgewiesen. Es wurde vom Berufungsgericht entschieden, das Verfahren gegen Podola sei fair und gerecht gewesen. Das Gnadengesuch wurde letztlich auch abgewiesen.
In der Öffentlichkeit wurde der Fall zum Teil kontrovers diskutiert. Insbesondere die kurze Zeit zwischen Verhaftung und Todesurteil sorgte für Befremden. Über den Fall wurde sogar in den USA im TIME-Magazine berichtet, ferner ausführlich im SPIEGEL. Von manchen Politikern und Polizeioffizieren in England wurde angesichts des Falles zum erneuten Male eine Bewaffnung aller Polizisten gefordert, was bis heute nicht routinemäßig der Fall ist.
Podola wurde am 5. November 1959 im Wandsworth-Gefängnis um 9.45 Uhr vormittags gehängt und auf dem Friedhof des Gefängnisses begraben. Sechs Jahre später wurde die Todesstrafe in Großbritannien abgeschafft.